# Gustaf Komppa
Gustaf Komppa (Vyborg, 28 de julho de 1867 - Helsinque, 20 de janeiro de 1949) foi um químico finlandês conhecido por ser o primeiro a sintetizar a cânfora, em 1903.

## Biografia
Komppa nasceu em Vyborg em 1867 e se formou na Universidade de Helsinque em 1891 e, posteriormente, trabalhou por algum tempo na Suíça antes de obter o título de doutor. Pouco depois de voltar à Finlândia, tornou-se o professor de química na Universidade de Tecnologia de Helsinque. Ele também foi membro do conselho de diversas empresas finlandesas e membro fundador da Academia Finlandesa de Ciências. As universidades de Uppsala, Copenhague e Heidelberg concederam-lhe o título de doutor honoris causa.
Komppa trabalhou extensivamente com síntese orgânica de diversos compostos, principalmente cânfora e terpenóides. A síntese cânfora foi um avanço importante, especialmente porque passou a comercializar pineno semi-sintético obtido de óleo de pino. Também desenvolveu métodos para a conversão de turfa em combustível. Durante sua carreira, Komppa publicou mais de 200 trabalhos de pesquisa.